# Passuth Krisztina
Passuth Krisztina (Budapest, 1937. április 27. –) Széchenyi-díjas magyar művészettörténész, Passuth László író lánya. Az MTA Művészettörténeti Bizottságának és a Műkritikusok Nemzetközi Szövetsége Magyar Tagozatának tagja. A magyar művészettörténet-tudomány jeles egyénisége, az összehasonlító művészettudomány kiemelkedő képviselője. Szakterülete az 1910-es, 1920-as évek kelet-közép-európai avantgárd művészete és a franciaországi modern művészet.

## Életútja
1956 és 1961 között az Eötvös Loránd Tudományegyetem Bölcsészettudományi Kar művészettörténet–történelem szakát végezte el, 1987-ben a Sorbonne-on államdoktorátust szerzett.
1962 és 1966 között a Magyar Nemzeti Galériában, 1966-tól 1977-ig az Szépművészeti Múzeum grafikai osztályán dolgozott, majd a modern osztályt vezette. Az 1970-es évek végén Franciaországba emigrált. 1978-tól 1979-ig a Pompidou központban dolgozott. 1980–tól 1991-ig Párizs Város Modern Művészeti Múzeum könyvtárvezetője volt, itt kiállításokat rendezett.
1992-ben települt vissza Magyarországra. 1993-tól 2003-ig az Eötvös Loránd Tudományegyetem Bölcsészettudományi Kar Művészettörténeti Intézetének intézetvezető professzora, 1993-tól 2006-ig a Doktori Iskola vezetője. 2002-ben doktoranduszaiból munkacsoportot szervezett a magyar avantgárd festészet kezdeteinek kutatására. E munka eredményeként jött létre 2006-ban a Magyar Nemzeti Galéria Magyar Vadak, illetve 2010-ben a pécsi Janus Pannonius Múzeumban a Nyolcak centenáriumi tárlata.

## Díjai, elismerései
- Németh Lajos-díj (2001)
- A Magyar Köztársasági Érdemrend tisztikeresztje (2005)[3]
- Széchenyi-díj (2010)
- Moholy-Nagy-díj (2017)

## Főbb művei
- A festészet műhelyében; Móra, Bp., 1964
- A Nyolcak és aktivisták köre. Kiállítás. Székesfehérvár, Csók István Képtár, 1965. okt. 10–dec. 31.; szerk., bev. Passuth Krisztina, K. Kovalovszky Márta; István Király Múzeum, Székesfehérvár, 1965 (A huszadik század magyar művészete)
- A Nyolcak festészete; Corvina, Bp., 1967
- XX. századi magyar származású művészek külföldön; bev. Bognár József; Kiállítási Intézmények, Bp., 1970
- Le Corbusier, Maillol, Braque; Képzőművészeti Alap, Bp., 1970 (Az én múzeumom)
- Szilágyi Dezső–Breuer János–Passuth Krisztina: Zene és bábszínpad; Zeneműkiadó, Bp., 1971 (Zeneélet)
- A századforduló; Minerva–Képzőművészeti Alap, Bp., 1971 (Magyar művészettörténet)
- XX. századi művészet. A Szépművészeti Múzeum kiállítása: Vezető; katalógus összeáll. Passuth Krisztina; NPI, Bp., 1973
- Magyar művészek az európai avantgarde-ban. A kubizmustól a konstruktivizmusig. 1919-1925; Corvina, Bp., 1975
- Orbán Dezső; Corvina, Bp., 1977 (A művészet kiskönyvtára)
- Lajos Tihanyi; Verlag der Kunst, Dresden, 1977 (Maler und Werk)
- Schwitters; Corvina, Bp., 1978 (A művészet kiskönyvtára)
- Art du XXe siècle (társszerző, 1978)
- Márffy Ödön (1978)
- Suprématisme et constructivisme (társszerző, 1979)
- L. Moholy-Nagy. Exhibition. London, Institute of Contemporary Arts, 12 January–10 February; szerk. Passuth Krisztina, Terence A. Senter; Arts Council of Great Britain, London, 1980
- Moholy-Nagy; Corvina, Bp., 1982 (angolul, franciául, németül is)
- Koós Iván; Corvina, Bp., 1984 (Corvina műterem)
- Les avant-gardes de l'Europe centrale. 1907–1927; közrem. Dominique Moyen; Flammarion, Paris, 1988
- Pariser Ungarn in Berlin. Im Institut Français, vom 21. Oktober bis 26. November 1993, im Haus Ungarn, vom 21. Oktober bis 16. Dezember 1993; szerk. Klaus R. Dichtl, szöv. Kurucz Gyula, Bernard Genton, Passuth Krisztina; q, Berlin, 1993
- Tranzit. Tanulmányok a kelet-közép-európai avantgarde művészet témaköréből; Új Művészet, Bp., 1996 (Új Művészet tanulmányok)
- A László Károly-gyűjtemény. Részletek egy bázeli műgyűjteményből. Műcsarnok – Budapesti Történeti Múzeum Fővárosi Képtár. Budapest, 1996. szeptember 10–október 6.; szerk. Fitz Péter, Lorányi Judit, előszó Beke László, Fitz Péter, tan. interjú Passuth Krisztina, ford. Baranyai Edit, fotó Gottl Egon; Műcsarnok–Fővárosi Képtár, Bp., 1996
- Avantgarde kapcsolatok Prágától Bukarestig, 1907–1930; Balassi, Bp., 1998 (németül is)
- Brâncuşi és Brancusi / Edit Balas: Brâncuşi és a román népművészet; ford. Szilvásy Edit / Passuth Krisztina: Brancusi és a modernizmus / Noran, Bp., 2005
- Magyar Vadak Párizstól Nagybányáig, 1904–1914. Kiállítás a Magyar Nemzeti Galériában, 2006. március 21–július 30.; szerk. Passuth Krisztina, Szücs György; MNG, Bp., 2006 (A Magyar Nemzeti Galéria kiadványai) (angolul is)
- Passuth Krisztina–Ina Prinz: Geometrisch-konstruktive Kunst aus Ungarn. Reale und virtuelle Räume im Arithmeum; Nyílt Struktúrák Művészeti Egyesület, Bp., 2007
- László Károly Gyűjtemény, Dubniczay-palota, Veszprém; tan. Passuth Krisztina; Művészetek Háza, Veszprém, 2008
- Fekete, vörös, fehér. Kovács Tamás László szobrász- és grafikusművész; Kovács Tamás László, Bp., 2009
- École européenne. L'art de la liberté, la liberté de l'art, 1945–1948 / European School. The art of freedom, the freedom of art, 1945-1948. Európai Iskola. A szabadság művészete, a művészet szabadsága, 1945–1948; szöv. Kolozsváry Marianna, Passuth Krisztina, szerk. Varga Csaba; Institut hongrois de Paris–Balassi Intézet, Paris–Bp., 2009
- Modernisme, activisme, Bauhaus, 1910–1930. Tendances constructives dans l'art hongrois. Constructive tendencies in Hungarian art. Konstruktív tendenciák a magyar művészetben; szerk. Varga Csaba, szöveg Passuth Krisztina, Sárkány József; Institut hongrois de Paris–Janus Pannonius Múzeum, Paris–Pécs, 2009
- Beöthy István. Az Aranysor szobrásza; Enciklopédia, Bp., 2010 (franciául is)
- Tihanyi Lajos. Egy bohém festő Budapesten, Berlinben és Párizsban / A bohème painter in Budapest, Berlin and Paris; Kogart, Bp., 2012
- Tihanyi Lajos; Kossuth–MNG, Bp., 2015 (A magyar festészet mesterei)
- Passuth Krisztina–Petőcz György: Ki a katakombából. Vajda Lajos, a festő másként; Noran Libro, Bp., 2016

Passuth Krisztina műveinek részletes jegyzékét (2007-ig) ld.: Nulla dies sine linea. Tanulmányok Passuth Krisztina hetvenedik születésnapjára. Szerk. Berecz Ágnes, L. Molnár Mária, Tatai Erzsébet. Budapest, 2007. 225-236.